# بدون تو، بن لادن
بدون تو، (به هندی: بدون) فیلمی محصول سال ۲۰۱۰ و به کارگردانی آبیشک شارما است. در این فیلم بازیگرانی همچون علی ظفر، سوگاندها گارگ، پرادومان سینگ و راهول سینگ ایفای نقش کرده‌اند.